# Simranjeet Singh
Simranjeet Singh (Jalandhar, 27 de dezembro de 1996) é um jogador de hóquei sobre a grama indiano.

## Carreira
Simrajeet integrou a Seleção Indiana de Hóquei sobre a grama masculino nos Jogos Olímpicos de Verão de 2020 em Tóquio, quando conquistou a medalha de bronze após derrotar a equipe alemã por 5–4.